# (10199) Харикло
(10199) Харикло (англ. Chariklo) — один из крупнейших кентавров, самый большой астероид между Главным поясом и поясом Койпера. 26 марта 2014 было объявлено об открытии двух колец вокруг Харикло, открытых при покрытии звезды кентавром.
Харикло была открыта 15 февраля 1997 года Джеймсом Скотти в рамках проекта Spacewatch. Названа в честь Харикло — жены кентавра Хирона.

## Орбита

Движение Харикло относительно Урана. Красный круг - Юпитер, жёлтый - Сатурн, красный квадрат - Харикло, синяя линяя - Уран.

Среднее расстояние Харикло от Солнца составляет 15,74 а.е., она постоянно находится между орбитами Сатурна и Урана, хотя её афелий, равный 18,41 а. е. чуть больше перигелия Урана. Таким образом Харикло является его внутренним грейзером и обращается в резонансе 4:3 с Ураном, делая полный оборот вокруг Солнца за 62,45 года.

## Характеристики
По данным телескопа Спитцер, размеры Харикло оцениваются в 258,6±10,3 км. Это делает её крупнейшим из известных кентавров, хотя потерянный объект 1995 SN55 может оказаться несколько больше. Несмотря на проведённое в 2001 году фотометрическое исследование, не удалось определить период вращения Харикло вокруг собственной оси.

## Кольца
Покрытие звезды UCAC4 248-108672 кентавром Харикло в 2013 году позволило установить, что у Харикло есть 2 кольца, шириной около 7 и около 3 км и на расстоянии 9 км друг от друга. Радиусы колец 396 и 405 км соответственно. Харикло является одним из наименьших объектов, у которых были открыты кольца. Вероятно, кольца Харикло ответственны также за следы водяного льда в её спектре.